# Dicellachilus woodi
Dicellachilus woodi är en skalbaggsart som beskrevs av Waterhouse 1905. Dicellachilus woodi ingår i släktet Dicellachilus och familjen Cetoniidae. Inga underarter finns listade i Catalogue of Life.